# Sondra bickeli
Sondra bickeli är en spindelart som beskrevs av Zabka 2002. Sondra bickeli ingår i släktet Sondra och familjen hoppspindlar. Inga underarter finns listade i Catalogue of Life.